# Голобињек об Сотли
Голобињек об Сотли (словен. Golobinjek ob Sotli) је насељено место у општини Подчетртек, Савињска регија, Словенија.

## Историја
До територијалне реорганизације у Словенији био је у саставу старе општине Шмарје при Јелшах.

## Становништво
У попису становништва из 2011. године, Голобињек об Сотли је имао 48 становника.
| Број становника према пописима | Број становника према пописима | Број становника према пописима |
| ------------------------------ | ------------------------------ | ------------------------------ |
| 1991                           | 2002                           | 2011                           |
| 67                             | 61                             | 48                             |

Напомена: До 1953. исказивано под именом Голобињек.